# Vicent Pardo Peris
Vicent Pardo Peris (nascut el 2 de novembre de 1954 a Vinalesa, València), ensenyant de professió i escriptor. Ha escrit diversos llibres narratius i novel·les a la nostra llengua, rebent diferents premis.

## Premis literaris
- Premi Enric Valor de Narrativa juvenil de Picanya, el 1985 per: Fiuuuu...![2]
- Camacuc, el 1989 per: Hola, Flac![1]
- Diputació de València - Tirant lo Blanch, el 1993 per: Una escola blanca que s'obri i mai no es tanca[1]
- Samaruc de l'Associació de Bibliotecaris Valencians, el 1994 per: Una escola blanca que s'obri i mai no es tanca[1]
- Premi Ramon Muntaner de literatura juvenil, el 1995 per: Somnien les flors del camp amb cossiols?[1]
- Samaruc de l'Associació de Bibliotecaris Valencians, el 2000 per: Per Júpiter!
- Ciutat d'Alzira de narrativa juvenil, el 2001 per: Darrere d'una cortina
- Premis Samaruc de l'Associació de Bibliotecaris Valencians, el 2003 per: 8.388.607 caramels per a un aniversari
- Premi d'assaig Mancomunitat de la Ribera Alta, dins dels premis ciutat d'Alzira 2021, pel seu llibre Bestiari.[3]

## Llibres publicats de Narrativa
- Fiuuuu ...!. Valencia: Federació d'Entitats Culturals del País Valencià, 1986 [infantil]
- Poti poti. Valencia: Federación de Entidades Culturales del País Valenciano, 1986 [infantil]
- Poti poti. Valencia: Gregal, 1987 [infantil]
- Hola, Flac!. Valencia: Gregal, 1987 [infantil]
- Hola, Flaco!. Valencia: JJ2, 1990
- Guillem i els 880.000 pastissets. Valencia: JJ2, 1990
- Guille y los 880.000 pastelitos. Alzira: Bromera, 1991 [infantil]
- Misteri a la llacuna. Alzira: Bromera, 1991 [infantil]
- Misterio en la laguna. Alzira: Bromera, 1992 [infantil]
- Una escola blanca que s'obri i mai no es tanca. Alzira: Bromera, 1992 [infantil]
- Una escuela blanca que se abre y nunca se cierra. Alzira: Bromera, 1994 [infantil]
- Sabor de llibre. Alzira: Bromera, 1994 [infantil]
- Sabor de libro. Valencia: Tàndem, 1997 [infantil]
- 111.111 idees per a escriure 111.111.111 contes en un any. Valencia: Tándem, 1997 [infantil]
- 111.111 ideas para escribir 111.111.111 cuentos en un año. Valencia: Bromera, 1998 [infantil]
- 8.388.607 caramels per a un aniversari. Valencia: Bromera, 1998 [infantil]
- 8.388.607 caramelos para un aniversario. Alzira: Bromera, 2002 [infantil] Alzira: Bromera, 2002 [infantil]
- Jaume, Nooman i la furgoneta de 77.777 euros. Tandem Edicions, 2005
- De Conte en Conte. Bromera, 2005[4]
- Demana un desig. Picanya: Edicions del Bullent, 2019 [infantil][5]

## Novel·les
- Somnien les flors del camp amb cossiols?. Barcelona: Empúries, 1996 [juvenil]
- Hiperespai. Barcelona: Empúries, 1997 [juvenil]
- I de sobte... un grapat de milions!. Barcelona: Columna, 1997 [juvenil]
- Per Júpiter!. Alzira: Bromera, 1999
- Darrere d'una cortina. Alzira: Bromera, 2002 [juvenil]